# Gornja Reka
 Gornja Reka  falu Horvátországban Zágráb megyében. Közigazgatásilag Jasztrebarszkához tartozik.

## Fekvése
Zágrábtól 29 km-re délnyugatra, községközpontjától 4 km-re északnyugatra a Plešivica-hegység délkeleti lejtőin fekszik.

## Története
1857-ben 231, 1900-ban 347 lakosa volt. 1869-ben, 1880-ban, valamint 1910 és 1931 között lakosságát Donja Rekához számították. Trianon előtt Zágráb vármegye Jaskai járásához tartozott. 2001-ben 324 lakosa volt. 

## Lakosság
| Lakosság változása | Lakosság változása | Lakosság változása | Lakosság változása | Lakosság változása | Lakosság változása | Lakosság változása | Lakosság változása | Lakosság változása | Lakosság változása | Lakosság változása | Lakosság változása | Lakosság változása | Lakosság változása | Lakosság változása |
| ------------------ | ------------------ | ------------------ | ------------------ | ------------------ | ------------------ | ------------------ | ------------------ | ------------------ | ------------------ | ------------------ | ------------------ | ------------------ | ------------------ | ------------------ |
| 1857               | 1869               | 1880               | 1890               | 1900               | 1910               | 1921               | 1931               | 1948               | 1953               | 1961               | 1971               | 1981               | 1991               | 2001               |
| 231                | 0                  | 0                  | 309                | 347                | 0                  | 0                  | 0                  | 314                | 382                | 372                | 361                | 330                | 352                | 324                |

## Külső hivatkozások
Jasztrebaszka város hivatalos oldala